# Loch a' Bhraoin
Loch a' Bhraoin är en sjö i Storbritannien.   Den ligger i kommunen Highland och riksdelen Skottland, i den norra delen av landet, 800 km nordväst om huvudstaden London. Loch a' Bhraoin ligger 249 meter över havet. Arean är 1,3 kvadratkilometer. Trakten runt Loch a' Bhraoin består i huvudsak av gräsmarker. Den sträcker sig 2,1 kilometer i nord-sydlig riktning, och 3,3 kilometer i öst-västlig riktning.